# پسر چوپان آلپاینی (بهتره با سال تماس بگیری)
پسر چوپان آلپاینی (به انگلیسی: Alpine Shepherd Boy) پنجمین قسمت از فصل اول مجموعهٔ بهتره با سال تماس بگیری است که در تاریخ ۲ مارس ۲۰۱۵ از این شبکه پخش شد. نام ابتدایی این قسمت را ژله گذاشته بودند که چندی بعد به «پسر چوپان آلپاینی» تغییر یافت.

## داستان
در پی شکایت همسایه چاک به علت دزدیدن روزنامه، پلیس به خانه چاک می‌آید، اما چاک به علت حساسیتی که به الکتریسیته دارد از باز کردن در خودداری می‌کند. یکی از افسران پلیس برای بازرسی منزل، به پشت خانه رفته و از  داخل پنجره داخل خانه را نگاه می‌کند و سیم‌های پاره برق و بطری‌های سوخت مسافرتی را می‌بینند. با شک بر اینکه چاک فعال در عرصه مواد مخدر است، درب خانه را شکسته و وارد می‌شوند.
در همین حین، جیمی به منزل «ریکی سایپس بزرگ» می‌رود. وی پیشنهاد یک میلیون دلار نقد را جیمی می‌دهد تا به وی در تجزیه آمریکا کمک کند. اما خوشحالی جیمی زیاد دوام نمی‌آورد وقتی که می‌بیند وی پول‌های مخصوص خودشرا چاپ کرده و این پول‌ها هیچ ارزشی برای کسی نداند. سپس جیمی به دیدار مشتری بعدی خود می‌رود. وی که خود را یک مخترع نامیده، یک توالت اختراع کرده‌است و از جیمی درخواست کمک برای ثبت این اختراع را داد. این توالت قابلیت سخن گفتن را دارد و مخصوص کودکان طراحی شده‌است. وقتی که جیمی می‌گوید که این اختراعی وی مقداری مشکل دارد، وی را از خانه بیرون می‌اندازند. سپس جیمی به دیدار خانم استراس می‌رود که مشتری بعدی او است و پیرزنی است که مجسمه‌های چینی را جمع‌آوری می‌کند. نام یکی از این عروسک‌ها «پسر چوپان آلپاینی» است. خانم استراس از جیمی می‌خواهد که به وی از دادن این عروسک‌ها به دیگران کمک کند. خانم استراس که جیمی را فردی خوب می‌بیند، هزینه تمام قرارداد را یکجا به وی می‌پردازد.
در پایان همان روز، کیم وکسلر به دیدار جیمی آمده‌است کیم به جیمی پیشنهاد می‌کند که وی می‌تواند وکلی خوبه برای افراد کهن‌سال باشد و جیمی این پیشنهاد را در نظر می‌گیرد ولی ناگهان صدای تلفن کیم به صدا در می‌آید و «هملین» که پشت خط بود، خبر از بستری شدن چاک در بیمارستان را می‌دهد. سپس این دو به بیمارستان رفته و در خصوص شرایط بیماری چاک به الکتریسیته، به پزشک بیمارستان توضیح می‌دهند. هملین نیز به بیمارستان امده و درگیری لفظی بین وی و جیمی درمی‌گیرد. در پایان نیز جیمی به جای فرستادن چاک برای درمان، تصمیم می‌گیرد وی را به خانه ببرد.
در خانه چاک دو برادر با هم در خصوص وقایع اخیر صحبت کرده و چاک نیز به جیمی توصیه می‌کند تا پیگیر مشاوره‌های حقوقی‌اش به کهن‌سالان باشد. در همین راستا جیمی به دیدن یک خانه سالمندان رفته و برای سالمندان ژله خریداری می‌کند. در انتهای ظرف ژله نوشته شده بود: به وصیت‌نامه نیاز دارید؟ با مک‌گیل تماس بگیرید. همچنین در هنگام خروج از دادگاه، جیمی مایک را می‌بیند و کارت خود را به وی نیز می‌دهد که همان شعار روی ان نیز درج شده بود. بعد از اتمام شیفت کاری مایک، وی ماشین خود را جلوی خانه زنی پارک می‌کند. زن از خانه بیرون آمده و سوار اتومبیل خود می‌شود و مایک را دیده و برای لحظاتی یکدیگر را نگاه کرده و سپس هردو راه خود را می‌روند. سپس در خانه مایک، پلیس به سراغ مایک می‌آید. مایک به پلیس می‌گوید «خیلی از خانه دور شدی، نه؟» و پلیس پاسخ می‌دهد: «تو و من هردو».

## تهیه
«پسر چوپان آلپاینی» اولین قسمت از مجموعه بهتره با سول تماس بگیری است که نگارش و کارگردانی آن بر عهده کسانی بود که در برکینگ بد حضور نداشتند. کارگردانی این قسمت بر عهده نیکول کسل و نویسندگی آن را بردلی پل بر عهده داشت.

## بازخوردها
این قسمت حدود ۲.۷۱ میلیون بیننده آمریکایی داشت.
بازخوردها در کل به این قسمت مثبت بوده‌است. در راتن تومیتوز با تأیید ۹۴ درصدی، بر اساس ۱۸ نقد، امتیاز ۶.۸ از ۱۰ را کسب کرد و در ادامه نوشت: با «پسر چوپان آلپاینی»، بهتره با سول تماس بگیری همچنان در حال ایجاد هویت خودش است. آی‌جی‌ان نیز به این قسمت امتیاز ۹.۰ را داد. دیلی تلگراف نیز امتیاز ۴ از ۵ را برای این قسمت در نظر گرفت.